# Conreu de la palmera al camp d'Elx
El conreu de la palmera al camp d'Elx és la pràctica agrícola pròpia exercida tradicionalment a la ciutat d'Elx i als camps pròxims. Aquest conreu ha permès típicament l'aprofitament dels recursos i les propietats de les arecàcies d'una manera extensa, ja que no només se n'aprofiten els fruits (dàtils). Tradicionalment, l'explotació de la palmera aportava dàtils tant per al consum humà com animal, de les palmes se'n feien cabassos, cistells o capells i de la fusta en sortien bigues, portes i, fins i tot, mobles. Així i tot, avui en dia tots aquests usos s'han reduït a una pràctica esporàdica.
La palmera també servia per a delimitar els diferents horts i el seu conreu es combinava sempre amb l'explotació d'altres espècies vegetals per al consum humà i animal. Tanmateix, l'explotació intensiva moderna ha canviat les estructuracions típiques i les palmeres han passat a ocupar tota la superfície de l'hort, sense deixar espai a altres cultius.
El conreu de la palmera va lligat al manteniment d'un sistema d'irrigació d'origen antic que aporte l'aigua i la humitat necessària per al desenvolupament dels horts.

## Història
S'ha especulat molt sobre l'origen de les palmeres del camp d'Elx. Diferents autors, com els arqueòlegs il·licitans Pere Ibarra o Alejandro Ramos Folqués proposaren, durant els segles XIX i XX, que les palmeres arribaren al sud-est de la península Ibèrica de la mà dels fenicis o cartaginesos, tot i no existir cap prova concloent que ho corroborés. Una altra cosa és la presència de palmeres a la zona, de la qual tenim el testimoni des d'època antiga. Al jaciment de l'Alcúdia (on es trobà la Dama d'Elx) hi ha aparegut ceràmica del segle iii aC amb representacions de fulla de palma, el que testimonia la palmera ja en època dels ibers. Més endavant els autors clàssics Columela o Plini el Vell citaren la presència de palmeres a Elx, malgrat que Plini destacara que els dàtils que donaven les palmeres d'Ilici eren aspres i no gaire bons (ferunt in maritimis Hispaniae fructum, verum inmitem, dulcem in Africa). Així doncs, les dades semblen determinar que hi existeixen palmeres almenys des del segle iii aC, tot i que no aporten ni qui les introduí ni com foren introduïdes.

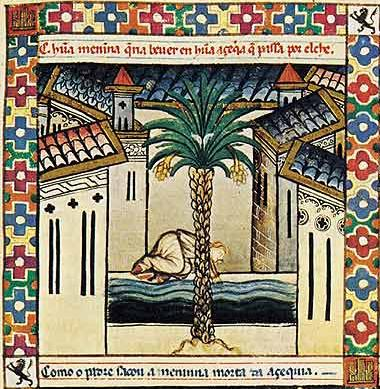
Passatge de la cantiga número 133 d'Alfons X que fa referència a un miracle ocorregut a la vila d'Elx (segle XIII).

El conreu i l'explotació de les palmeres mitjançant l'estructuració en horts comença en època andalusina, com també el desenvolupament dels sistemes de reg sobre la base de séquies que els proporcionen aigua i humitat. Aquesta irrigació andalusina hauria estat l'adaptació de vells sistemes existents ja en època romana. El sistema d'oasi per aprofitar unes condicions adverses dominades per l'aridesa i la baixa qualitat del terra, derivaren en la configuració d'una xarxa hídrica que aprofitava tant les aigües del riu Vinalopó, com les aigües subterrànies i les estacionals.
Fou en època cristiana que es començà a estructurar el paisatge en horts de palmeres que coneixem, deixant enrere el sistema d'oasis practicat en època islàmica. Després de la conquesta de la ciutat per Jaume I el 1265 es parcel·laren i partiren les terres, i es repartiren entre els vencedors i els vençuts. La població musulmana fou expulsada de la Vila Murada i s'establí a extramurs en el que es convertí en el raval musulmà, conegut a partir del 1526, amb la conversió forçada dels mudèjars, com a Raval de Sant Joan. Als musulmans se'ls concediren les terres del marge dret del riu Vinalopó, regades per la séquia Marxena. Les terres regades per la Séquia Major, al marge esquerre del riu, on hi havia la Vila Murada i la major part dels horts de palmeres, foren ocupades pels conqueridors cristians. Aquesta zona era anomenada Horta Major o Horta dels Cristians. Serà, doncs, a partir d'aquest moment que comença a aparèixer a la documentació (testaments, vendes, arrendaments i d'altres actes contractuals) la presència d'horts; l’existència de palmeres soltes o d’agrupacions de palmeres tot formant plantacions i hortets, es troba documentada a partir del segle xiv i es refereix, sobretot, als dàtils i a la palma blanca, productes que, malgrat ser característics, no eren gaire importants en l’economia d’Elx.

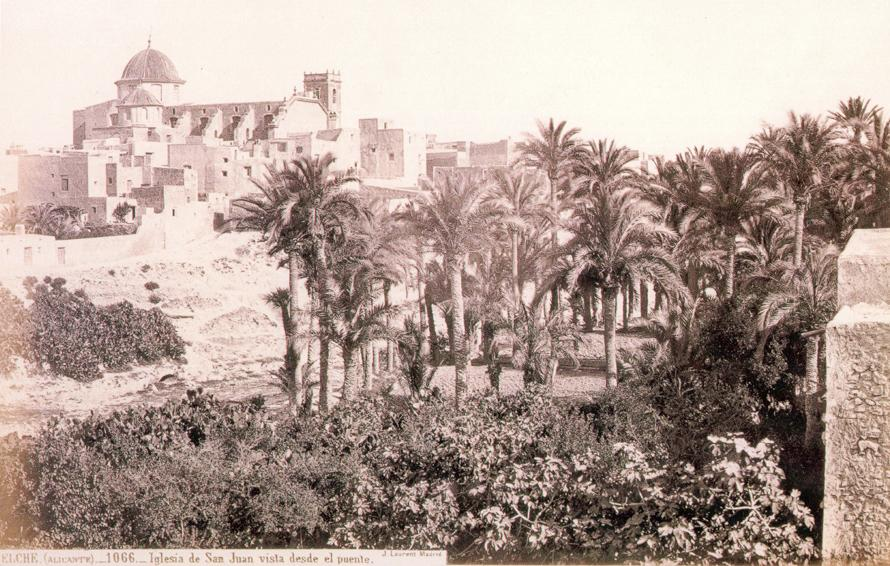
Vista de la basílica de Santa Maria el 1870, amb un paisatge sembrat de palmeres.

A partir del segle xvii i, sobretot, el segle xviii les dades de la plantació de nous horts de palmeres comencen a ser abundants, fins a l'arribada de la plantació d'extensos horts de palmeres a finals del segle xviii. Aquesta ampliació de les plantacions va continuar durant el segle xix, quan el palmerar assolí la major extensió superficial i tingué, per tant, la màxima importància econòmica. També les pràctiques agrícoles del conreu de la palmera apareixien ja clarament registrades a final del segle xvii, com és l'exemple d'un document del novembre de 1697 on s'expliquen els actes que es feren “per a transar y rematar lo fruit de dàtils del ort del Real”.
Tanmateix, a partir de finals del segle xix el palmerar entrà en retrocés amb l'arribada del ferrocarril i la creació de nous barris a la ciutat d'Elx. L'agressió contra els horts no s'aturà al segle xx. Amb les polítiques del desarrollismo franquista la ciutat creixé ràpidament i es van destruir molts horts, mentre que molts d'altres quedaren abandonats quan perderen el seu caràcter agrícola. Paral·lelament a la destrucció naixé també la consciència per a la conservació dels horts, com a element singular i característic. Molts horts trobaren la seua salvació en la reconversió en jardins públics, i encara al segle xxi a seguit estant un recurs per a la seua preservació.

## Varietats conreades
Existeixen a Elx dues espècies d'arecàcies que pertanyen al mateix gènere: la Phœnix dactylifera i la Phoenix iberica. Tanmateix, malgrat que ambdues espècies són capaces de donar fruit, només la dactylifera s'empra per al conreu.

### Palmera de dàtils

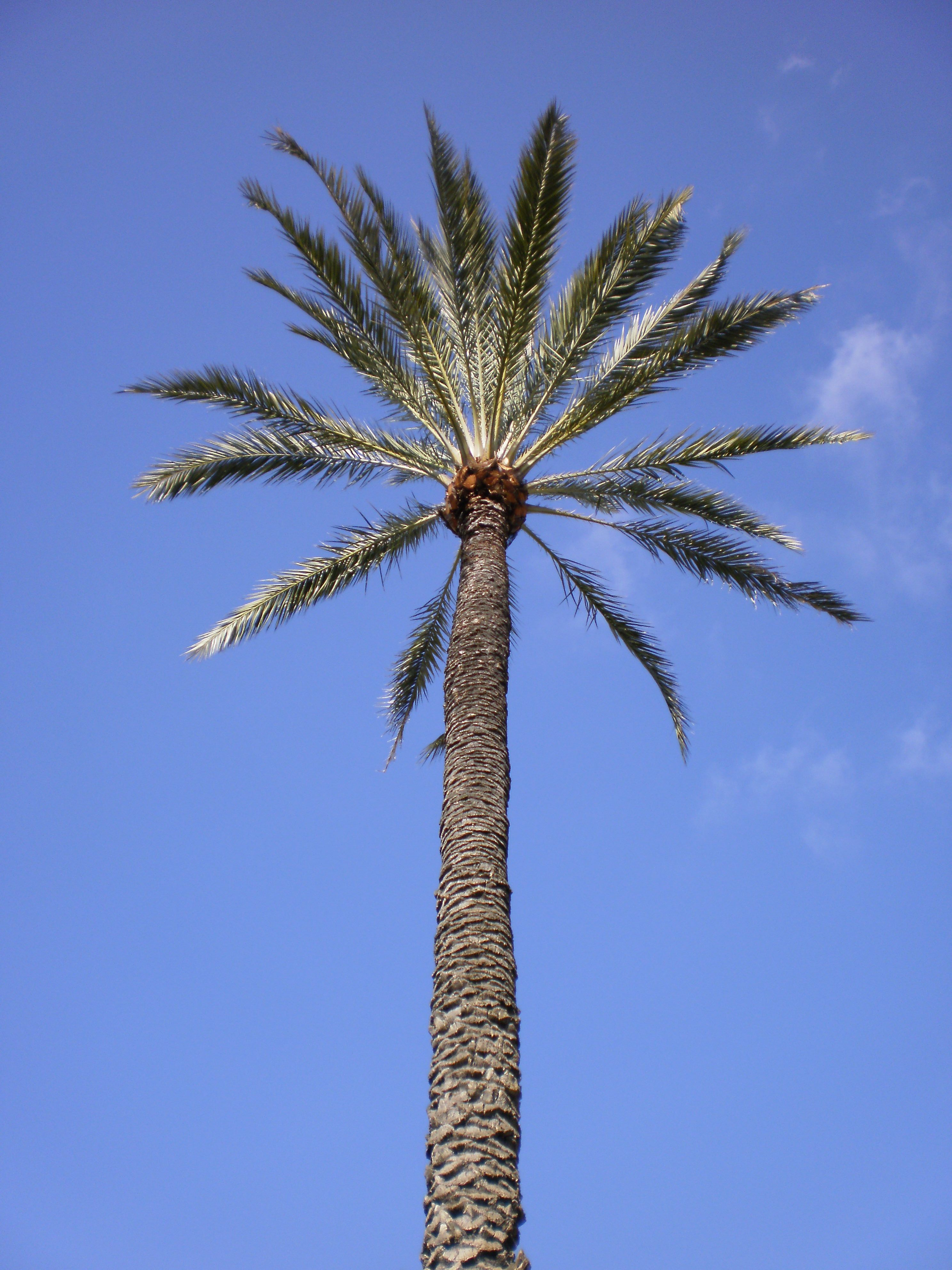
Phœnix dactylifera a Elx.

La Phoenix dactylifera és l'espècie que tradicionalment s'ha conreat al camp d'Elx. L'origen de la seua introducció és desconegut. A la cova de los Tiestos, de Jumella (Múrcia) hi aparegueren llavors de dàtil fossilitzades d'una antiguitat de gairebé cinc mil anys, però res fa pensar que es tractés de la mateixa espècie que mil·lennis després es conrearia als horts il·licitans. Sense més proves cal considerar com a més probable que fos durant la presència andalusina que s'introduí la palmera de dàtils com a espècie més productiva.
La palmera de dàtils té una longevitat que pot superar els 300 anys i pot arribar a alçades de díhuit metres, depenent de l'abundància de reg i de la cura que se'n tinga. El tronc és de 20-50 cm de diàmetre, té un color bru-grisós i està cobert per les cicatrius que deixen les fulles. Les fulles, d'1 a 5 metres de longitud, són perennes, coriàcies, arquejades, molt grans i surten en plomall des de la copa a manera de cabellera.
La palmera datilera és dioica, té exemplars mascles i femelles. Es poden cultivar fàcilment a partir de llavors, però només el 50% de les plantacions seran femelles i donaran fruit. Per tant, la majoria de les plantacions comercials modernes utilitzen esqueixos per a iniciar el cultiu. Les plantes cultivades a partir d'esqueixos donaran fruit 2-3 anys abans que els exemplars de plantacions. La seua producció de dàtils comença de manera natural als 8-10 anys de vida, i pot donar fruit de manera abundant fins als 60-80 anys. Un sol exemplar pot arribar a produir fins a 100 kg de dàtils l'any.
El nombre d'exemplars de dactylifera al camp d'Elx experimentà un notable creixement durant el segle xviii i xix. Francisco Peyron el 1773 parlà de l'existència de més de 50 000 palmeres, i es passà de 95 ha conreades el 1797 a 150 en 1855. Hui en dia hi ha al voltant de 200 000 exemplars; als anys 1970 es calculà que n'hi havia 72 000 a la ciutat i més de 100 000 a les partides rurals d’Algoda, Puçol i Derramador peí voltant del Fondo, la Foia, Daimes, Algorós, Asprelles, Atzavares Baixes i Atzavares Altes. Malgrat l'elevat nombre actual, els individus destinats al conreu és molt menor.

### Palmera ibèrica

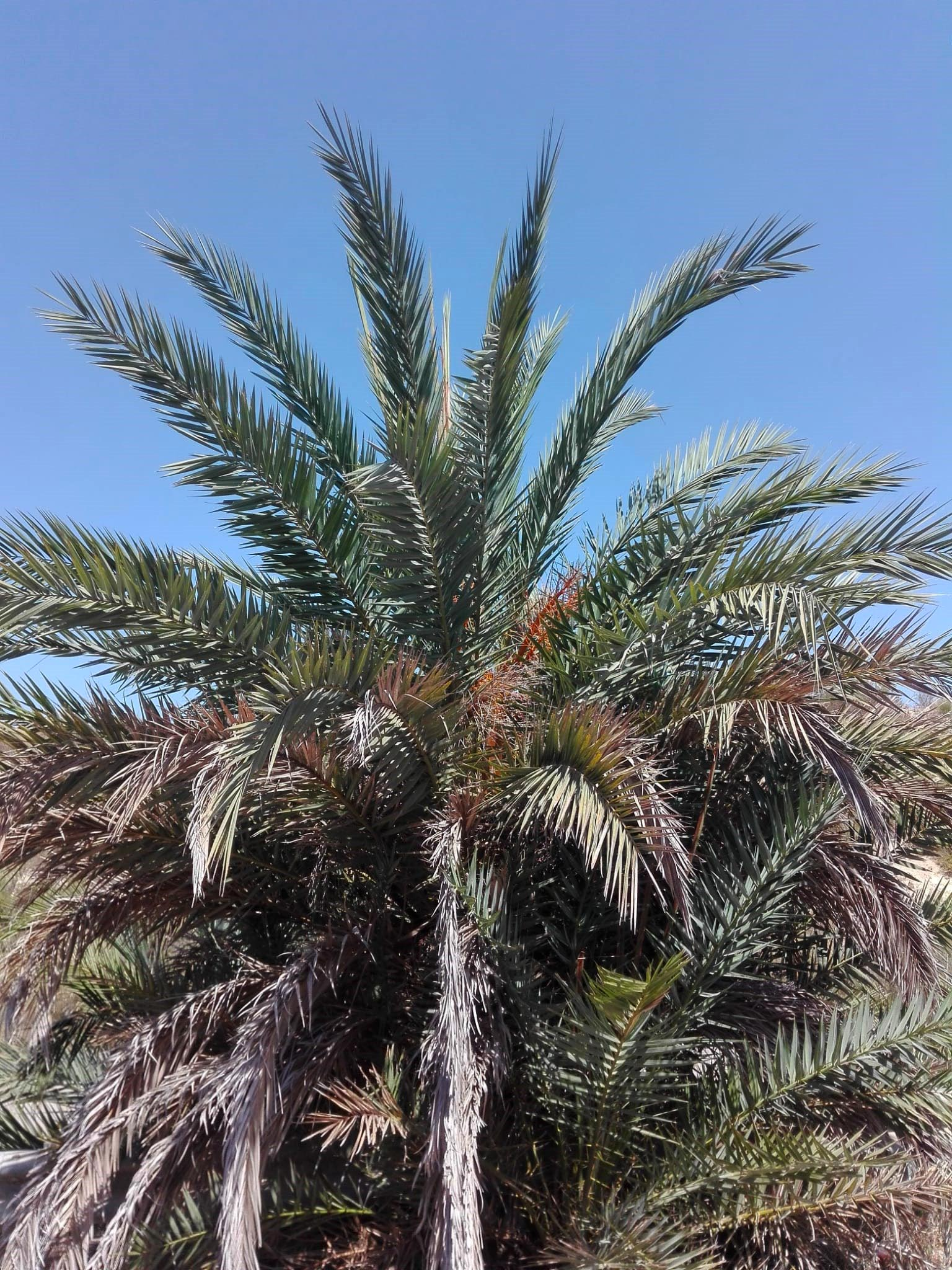
Phoenix iberica a Elx.

La Phœnix iberica, també anomenada comunament palmera de rambla, ha crescut naturalment en les margeres dels rius i barrancs. És una espècie descrita recentment, ja que no fou fins al 1997 que els botànics Diego Rivera, Salvador Ríos i Concepción Obón de les Universitats de Múrcia i Elx la descrigueren per a la ciència com a una nova espècie de palmera, diferent de la palmera datilera. Es basaren en diferències morfològiques, com ara fulles de color verd-glauc (amb aspecte platejat), folíols rígids (cadascuna de les divisions de la fulla) i acantòfils (foliols transformats en espines a la base de la fulla) gruixuts i en diferents plans, fins i tot perpendiculars, respecte al raquis de la fulla, a la seua part basal. Al principi, aquestes palmeres de les rambles, havien estat categoritzades com a exemplars assilvestrats procedents de llavors de palmeres datileres cultivades.
La palmera de rambla dona fruits més xicotets (2'4-2'6 x 1,5-1,8 cm) i de menor qualitat que la datilera, i no s'utilitza per al conreu. Segurament els dàtils aspres i poc dolços que Plini el Vell descrivia al segle i dc fossin els d'aquesta espècie de palmera pròpia del sud-est ibèric.

## Els horts
Els horts de palmeres són les estructures de producció que caracteritzen l'explotació agrícola il·licitana. Associats directament al regadiu, en el conreu tradicional del camp d'Elx les palmeres afavorien el policultiu, la humitat i protegien davant les elevades temperatures, regenerant alhora els sòls salins de la zona. La concentració més important d'horts està situada al voltant de la ciutat d'Elx.

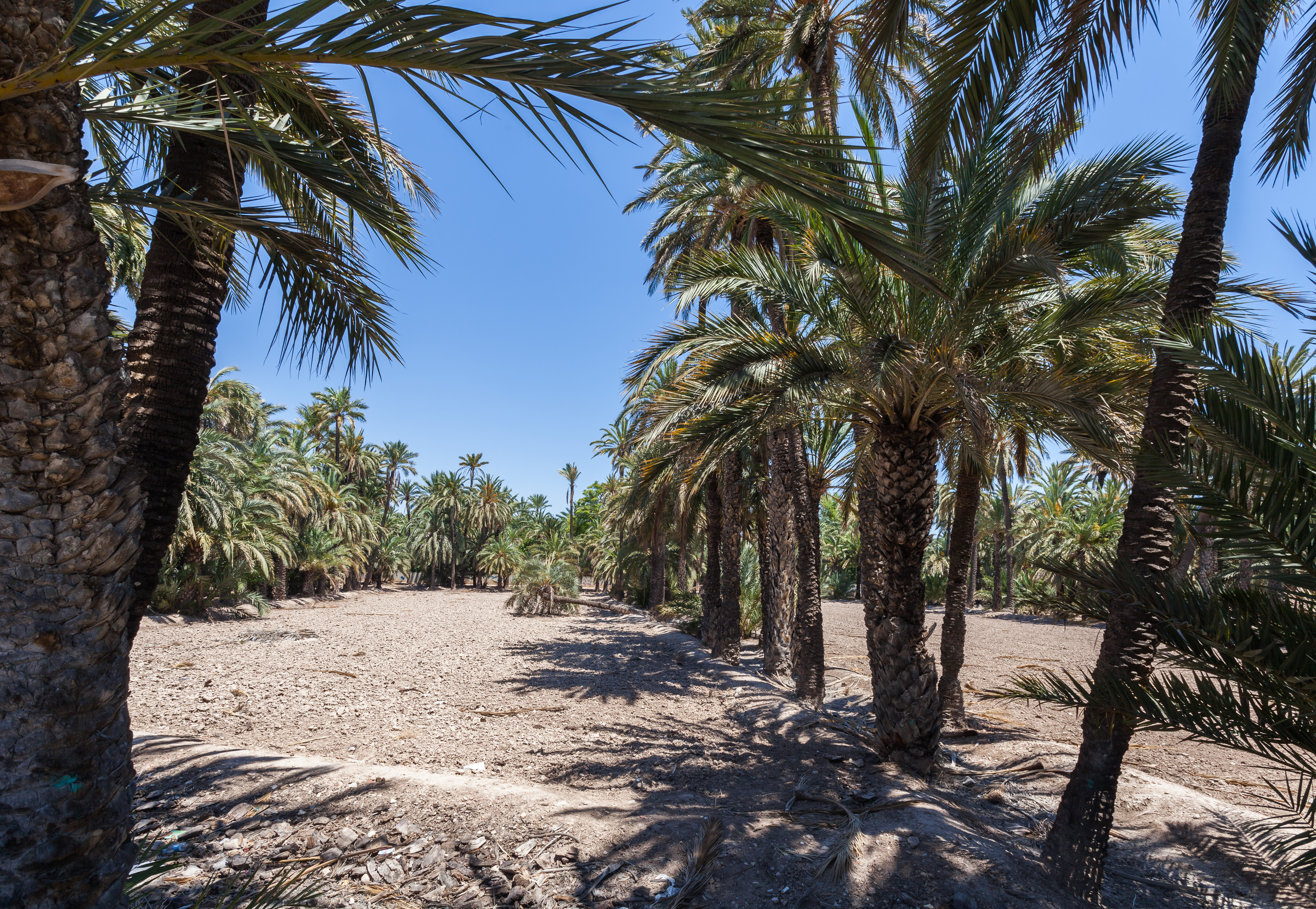
Rengles dobles de palmeres que separen els diferents bancals.

Els horts de la ciutat estaven tancats tradicionalment per parets de maçoneria lluïdes d’algeps o per bardisses d’aromer o de cascabots (part inferior de la fulla de palmera). Dintre, els horts s'estructuren en bancals trapezoidals o quadrangulars i, algunes vegades, per necessitats geomètriques de les particions o pels pendents de les séquies, en bancals triangulars; aquests bancals triangulars es deixen al final del reg i són anomenats «el secanet», per ser el pitjor regat. En els límits dels bancals, damunt els marges i al costat de les séquies es troben plantades les palmeres, disposades en files senzilles o dobles, gairebé sempre en coincidència amb el traçat de les séquies de reg. La densitat de palmeres és elevada, entre trenta i seixanta exemplars per tafulla (mesura local de superfície equivalent a 953 m²) i el conjunt dels horts el qual envolta la ciutat forma una taca continua de dos quilòmetres de llargària per un d’amplària.
Els bancals dels horts estaven plantats de mangraners i d’herba alfals, vegetals que agraeixen l’aigua salobre del Vinalopó. Tanmateix, a començament del segle xx, amb els nous regs d’aigua dolça, s'hi van poder plantar altres arbres fruiters i conreus hortícoles.

### Llibres
- Castroviejo, Santiago. Flora ibérica: plantas vasculares de la Península Ibérica e Islas Baleares (en castellà). vol. 18.  Madrid: CSIC, 1986, p. 420. ISBN 9788400086244.
- Gonzálvez, Vicente. El Bajo Vinalopó (en castellà).  València: Universitat de València, 1977. ISBN 84-370-0014-9.
- Ibarra, Pedro. Historia de Elche (en castellà).  Alacant: Vicente Botella, 1895, p. 328.
- Ibarra, Pedro. Institución del riego de Elche (en castellà).  Madrid: Jaime Rates, 1914.
- Jaén, Gaspar. Guia de l'arquitectura i l'urbanisme de la ciutat d'Elx (en catala i castellà). vol. I.  Colegio Oficial de Arquitectos de la Comunidad Valenciana, 1983, p. 405. ISBN 84-86828-02-3.
- Jaén, Gaspar. Les palmeres del migjorn valencià.  Generalitat Valenciana, 1994, p. 68 (Serie Minor). ISBN 84-482-0041-1.
- Jaén, Gaspar. D'aigua i obres hidràuliques a Elx.  Alacant: Publicacions de le Universitat d'Alacant, 1998, p. 62. ISBN 84-7908-453-7.
- Ramos, Alejandro. Historia de Elche (en castellà).  Elx: Talleres Lepanto, 1970, p. 647.
- Verdú Cano, C. (2011), . Granada, ., C. El Palmeral de Elche (en castellà).  Granada: Alhulia, 2011. ISBN 9788415249139.
- VVAA. «Phoenix dactylifera L.». A: Inventario Español de los Conocimientos Tradicionales relativos a la Biodiversidad Agrícola (en castellà).  Madrid: Ministeri de Agricultura, Pesca i Alementació, 2018. ISBN 978-84-491-1524-0.

### Articles
- Gil, Antonio «El regadío de Elche». Estudios geográficos, vol. 29, 112-113, 1968. ISSN: 0014-1496.
- Jaén, Gaspar «L'arquitectura popular dels horts de palmeres d'Elx. Tres exemples». L'Espill, núm. 4, 1979, pàg. 47-68.
- Ramos, Alejandro «Ritos religiosos en la época ibero-púnica o Ibérico II en La Alcudia de Elche (Alicante)». XIII Congreso Nacional de Arqueología. Huelva 1973, 1975, pàg. 665-668.
- Rivera, Diego «Las palmeras del Chícamo». Eubacteria, núm. 16, 2005.
- Sánchez Garrido, Roberto carlos «Patrimonio y paisaje: El Palmeral de Elche». XI Premio de Ensayo Breve en Ciencias Sociales “FERMÍN CABALLERO” - 2012. Asociación Castellano-Manchega de Sociología, 2012, pàg. 33-62. ISSN: 2529-9069.